# Mallory Gabsi
Mallory Gabsi, né le 13 décembre 1996 à Ixelles (région de Bruxelles-Capitale), est un cuisinier belge.
Demi-finaliste de la saison 11 de Top Chef, il est le second plus jeune candidat de l'histoire de Top Chef à se hisser à ce stade du concours et fait partie des trois candidats belges les mieux classés depuis la première saison.
Il est également présent comme co-animateur à la télévision dans les programmes À la sauce belge sur RTL-TVI en 2020 et Cauchemar en cuisine sur M6 de 2021 à 2024. 

## Parcours

### Formation et début de carrière
Mallory « Malou » Gabsi naît à Ixelles, une commune bilingue de l'agglomération de Bruxelles. Son père, diplomate pour les Nations unies et sa mère, qui travaille dans un magasin de luxe se séparent quand il a huit ans. Enfant, il est souvent en cuisine avec ses grands-parents et garde des souvenirs de son grand-père Gabsi d'origine tunisienne qui prépare le couscous pour la famille,. À cinq ans, Mallory demande à ses grands-parents une dînette comme cadeau de Saint-Nicolas.
Quand il doit choisir une filière en enseignement secondaire, Mallory Gabsi s'oriente naturellement vers une formation spécialisée en cuisine. Il se forme pendant deux ans à l'École d'Hôtellerie et de Tourisme Spermalie (Hotel- en Toerismeschool Spermalie) à Bruges puis à l'Institut libre de technique de Louvain (Vrij Technisch Instituut Leuven - VTI) pendant cinq ans. Il se forme à la pâtisserie pendant un stage à  la Brasserie du Lac, à Genval. Il réalise des stages chez Nuance (deux étoiles Michelin) et à l'Écailler du Palais Royal (deux toques au Gault et Millau). Le stage à l'Écailler du Palais Royal confirme la vocation de cuisinier de Mallory Gabsi.
Le 19 avril 2014, à la fin d'un stage dans un restaurant anversois, son œil droit est brûlé accidentellement lorsqu'il reçoit un jet de liquide décapant au visage lors d'un bizutage en cuisine. Mallory Gabsi perd la vue de l’œil droit et doit subir 6 mois d’arrêt et de soins avant de pouvoir retravailler, en portant dans un premier temps des lunettes de protection.
En novembre 2014, il remporte avec Daniele Soru, dont il est le commis, le concours « Jeune Talent Disciples d'Auguste Escoffier » Bénélux, dont le jury est présidé par Peter Goossens, avec leur version de « sole et ses trois garnitures », comprenant des moules bouchot au concombre, des pommes de terre confites, avec citrus, verveine, huile d'herbes et vin blanc. En mars 2015, il est finaliste en binôme de la Cooking Cup des Jeunes restaurateurs d'Europe dont il finit 4e.
De 2015 à 2017 Mallory Gabsi travaille avec le chef Yves Mattagne au Sea Grill à Bruxelles (restaurant deux étoiles Michelin, spécialisé dans les poissons et fruits de mer) où il accède au poste de chef de partie. Il part ensuite en région flamande travailler au Hertog Jan, un des deux restaurants triplement étoilés de Belgique puis travaille en France au Domaine de la Bretesche, à Missillac. Fin 2018, Mallory revient à Bruxelles travailler au Sea Grill, où il est chef de partie tournant.

### Participation àTop Chef2020
Mallory Gabsi est contacté une première fois par M6 pour participer à Objectif Top Chef lorsqu'il a 17 ans mais il décline la proposition, ne se sentant pas prêt et étant trop impressionné par Philippe Etchebest. Il est recontacté en 2018 pour le casting de la saison 10 de Top Chef mais n'y donne pas suite, sa grand-mère venant d'être hospitalisée. En 2019, lorsque la production appelle le Sea Grill pour y chercher des candidats, le pâtissier du restaurant propose la candidature de Mallory, qui est appelé deux jours plus tard et accepte afin que ses parents puissent voir comment il travaille en cuisine.
À l'automne 2019, il participe au tournage de la onzième saison de Top Chef, dont il est le second plus jeune candidat, derrière Diego Alary, né en 1997. Il est remarqué dès sa première épreuve sous les couleurs de la brigade rouge d'Hélène Darroze avec un plat de maquereau, coup de cœur du chef trois étoiles Christopher Coutanceau. Il remporte ensuite plusieurs victoires en binôme avec le chef étoilé David Gallienne ou en individuel. Associé à Adrien Cachot, Mallory Gabsi remporte une victoire brillante lors de la guerre des restos avec un concept de restaurant de pommes de terre nommé 140 °C, en référence à la température idéale du premier bain de cuisson des frites ; ce faisant, il adresse un clin d’œil pour l'erreur de température qu'il avait commise lors d'une épreuve avec le chef belge Christophe Hardiquest en début de concours. Mallory Gabsi est le premier des quatre quart-de-finalistes à se qualifier pour la demi-finale, en remportant coup sur coup l'épreuve des sauces de Yannick Alléno et celle du trompe-l’œil de Christian Le Squer. Dans une demi-finale très serrée face à David Gallienne et Adrien Cachot, il échoue à se qualifier en finale en étant le seul candidat à ne pas remporter sa propre épreuve.
Pendant la diffusion du concours, Mallory Gabsi participe à l'émission de RTL-TVI co-animée avec Sophie Pendeville  « A la sauce belge » dans laquelle il propose une recette de cuisine chaque semaine, en lien avec les épreuves de Top Chef.

### L'aprèsTop Chef
Après le concours, Mallory Gabsi retourne travailler au Sea Grill qui ferme en décembre 2019. Il rejoint alors le restaurant éphémère Art Club du chef Yves Mattagne sur la Place Royale à Bruxelles, en attendant que ce dernier s'installe avec sa brigade dans les murs de la Villa Lorraine. La mise en service de ce restaurant est prévue en août 2020, ouverture à laquelle Mallory Gabsi projette de participer.
En juillet 2020, quelques semaines après la fin de la diffusion de Top Chef, il ouvre la friterie éphémère 140°C Street à Paris avec Adrien Cachot, en référence au restaurant qu'ils avaient créé ensemble pour l'épreuve de la guerre des restos. Victime de son succès, le concept doit être adapté pour accueillir près de 1 000 personnes par jour, bien au-delà de ce qui était attendu,,, et finit par fermer prématurément afin de ne pas concentrer trop de personnes au même endroit dans le contexte de la pandémie de Covid-19.
Le 11 août 2020, Mallory ouvre un autre restaurant éphémère, le Greenhouse au domaine du NovaRode Park à Rhode-Saint-Genèse en Belgique, où il propose jusqu'à la mi-septembre une formule haut de gamme comprenant certains des plats qu'il avait réalisés pendant l'émission Top Chef,.
En 2021, Mallory Gabsi seconde Philippe Etchebest dans un épisode de Cauchemar en cuisine, prélude à une collaboration plus régulière. Depuis, il participe à chaque épisode de Cauchemar en cuisine (à l'exception d'un épisode en 2023 pour circonstances exceptionnelles), dans la phase de « reconstruction » des restaurants, en repensant l'installation de l'établissement et aidant les chefs à créer une nouvelle recette imaginée par Philippe Etchebest, jusqu'au service de réouverture.
Mallory est bilingue (français, néerlandais),.

### La consécration
En 2023 il reçoit une première étoile au guide Michelin pour son restaurant « Mallory Gabsi » à Paris ainsi que le prix du jeune chef.